# Richard Askey
Richard "Dick" Allen Askey (St. Louis (Missouri), 4 de junho de 1933 – 9 de outubro de 2019) foi um matemático estadunidense.

## Obras
- Orthogonal polynomials and special functions, Richard Askey, SIAM, 1975.
- Special functions, por George E. Andrews, Richard Askey e Ranjan Roy, Encyclopedia of Mathematics and Its Applications, The University Press, Cambridge, 1999.[2]